# Taïx
Taïx är en kommun i departementet Tarn i regionen Occitanien i södra Frankrike. Kommunen ligger i kantonen Carmaux-Sud som tillhör arrondissementet Albi. År 2022 hade Taïx 537 invånare.

## Befolkningsutveckling
Antalet invånare i kommunen Taïx
| Referens: INSEE |